# Elphège Vacandard
Elphège Vacandard, né le 10 avril 1849 à Melleville et mort le 23 octobre 1927 à Rouen, est un prêtre catholique français, érudit, théologien et historien de la religion.
Il est l’auteur de plusieurs vies de saints, et particulièrement de celle de Bernard de Clairvaux qui reste une référence.

## Biographie

### Homme d'Église
Florent Zéphyr Elphège Vacandard est né à Melleville, dans la Seine-Maritime, le 10 avril 1849. Il fait ses études secondaires à Aumale puis entre au grand séminaire de Rouen. Il est ordonné prêtre en 1873 et obtient son doctorat en théologie. Il passe l'essentiel de sa vie ecclésiastique à Rouen où il officie comme vicaire dans les paroisses de Saint-Nicaise et Saint-Patrice, puis, à partir de 1877, comme aumônier au lycée Corneille. 

### Historien catholique
Comme historien catholique, Vacandard est « animé de la (...) passion du document authentique, de la (...) haine pour le parchemin frelaté » et il tâch[e] (...) d'éclairer certaines périodes obscures de l'histoire religieuse. Ses thèses sur Abélard (1881) et sur Bernard de Clairvaux (1887) , toutes deux présentées devant la Faculté de Théologie de Rouen, font montre à la fois de « la rigueur du critique et [d]es talents de l'écrivain ». Ses travaux sur Bernard de Clairvaux, parus en 1895 et réédités en 1927, sont traduits dans plusieurs langues et sont considérés comme un classique de référence sur le sujet. 
Cette approche historienne se confronte ainsi au « zèle antimoderniste » de Mgr Fuzet, évêque de Rouen, et entraîne une controverse historienne au sujet de la légendaire apostolicité des Églises de Provence que le prélat défend contre la critique historique : dans un article de 1912 publié dans la Revue du clergé français, l'abbé Vacandard met en doute l'historicité de la venue des Saintes Maries en Provence, dont est originaire Frédéric Fuzet. Ce dernier réagit virulemment et crée une polémique d'ampleur, s'en prenant au supposé modernisme du chanoine Vacandard mais également à Mgr Duchesne, prélat historien dont Vacandard est proche, ou encore aux bollandistes. L'affaire mobilise Mgr Baudrillart, prélat et historien, ainsi que le cardinal Amette, archevêque de Paris, à tel point que le pape Pie X désavoue le prélat de Rouen contre son chanoine. 
Néanmoins, une certaine suspicion a continué de peser sur le chanoine à la suite de cette affaire. Il meurt à Rouen le 23 octobre 1927.  

## Publications
- Saint Bernard orateur, Rouen, Montargis, 1877.
- Abélard. Sa lutte avec saint Bernard, sa doctrine, sa méthode, Rouen, A. Roger et F. Chernoviz, 1881.
- « Le premier emplacement de Clairvaux », Mémoires de la Société d'agriculture, sciences et arts du département de l'Aube, 1885, p. 339-359.
- Vie de Saint Bernard, abbé de Clairvaux, 2 vol., Paris, V. Lecoffre, 1895 ; rééd. 1927, lire en ligne.
- « L'idolâtrie en Gaule au VIe et au VIIe siècle », Revue des questions historiques, n° 65, 1899.
- Vie de saint Ouen, évêque de Rouen (641-684). Étude d'histoire mérovingienne, Paris, V. Lecoffre, 1902.
- La Confession sacramentelle dans l'église primitive, Paris, Bloud, 1903. (it) La confessione sacramentale nella chiesa primitiva, Rom, Desclée, 1929.
- La Pénitence publique dans l'Église primitive, Paris, Bloud, 1903 ; Saint-Étienne, Ignis caritatis, 2013.
- Saint Victrice, évêque de Rouen (IVe-Ve s.), Paris, V. Lecoffre, 1903.
- Saint Bernard, Paris, Bloud, 1904.
- Études de critique et d'histoire religieuse, 4 Bde., Paris, V. Lecoffre/J. Gabalda, 1905-1923.
- L'Inquisition. Étude historique et critique sur le pouvoir coercitif de l'Église, Paris, Bloud, 1907. (en) The Inquisition. A critical and historical study of the coercive power of the church, New York Longmans, Green, 1908.
- De la tolérance religieuse, Paris, Bloud, 1908. (it) Della tolleranza religiosa, Rom, Desclée, 1909.
(es) La tolerancia religiosa, Madrid, Centro de Publicaciones Católicas, 1910
- De la venue de Lazare et Marie-Madeleine en Gaule, Paris, Firmin-Didot, 1922.

## Distinctions

### Décorations
- Officier d'académie (1er janvier 1889)
- Officier de l'Instruction publique (14 juillet 1896)
- Chevalier de la Légion d'honneur (22 août 1926)

### Récompenses
- 1896 : prix Montyon de l’Académie française pour la Vie de Saint Bernard, abbé de Clairvaux[7].

- Reçu à l'académie de Rouen en 1882, il en prend la présidence en 1891[8]. Il est également membre correspondant de la Société académique d'agriculture, des sciences, arts et belles-lettres du département de l'Aube en 1885.